# Gajdy
Gajdy [ˈɡai̯dɨ] (German Goyden) là một ngôi làng thuộc khu hành chính của Gmina Zalewo, thuộc hạt Iława, Warmian-Masurian Voivodeship, ở miền bắc Ba Lan. Nó nằm khoảng 6 kilômét (4 mi)   phía tây bắc Zalewo, 31 km (19 mi) phía bắc Iława và 65 km (40 mi) về phía tây của thủ đô khu vực Olsztyn.
Ngôi làng có dân số 127.